# Opera Software

Logo bis 2014

Opera Software ist ein ursprünglich norwegisches Unternehmen und Entwickler des Webbrowsers Opera. Es betreibt außerdem den Mobilanzeigen-Dienst Opera Mediaworks. Der Hauptsitz des Unternehmens, das seit 2016 Eigentum eines chinesischen Konsortiums ist, befindet sich in Oslo.

## Geschichte

### Ausgründung aus Telenor
Opera Software wurde am 30. August 1995 von Geir Ivarsøy und Jon Stephenson von Tetzchner gegründet. Die beiden waren bis dahin Mitarbeiter in der Forschungsabteilung von Telenor in Kjeller gewesen, wo sie für Telenor eine Vorstufe des Browsers mit der Projektbezeichnung „Nettleser MultiTorg Opera“ entwickelt hatten. Als dieses Projekt jedoch von Telenor aus Kostengründen reduziert und auf unbestimmte Zeit verschoben wurde, gelang es den beiden, die Rechte an dem Programm zu übernehmen. Sie gründeten ein eigenes Unternehmen, um es weiterzuentwickeln. 1997 veröffentlichte Opera Software die erste offizielle Version des Browsers Opera, 2.1 für Windows 95.

### Börsengang
Seit dem 11. März 2004 werden die Aktien der Gesellschaft an der Osloer Börse gehandelt. Damals hatte das Unternehmen knapp 150 Mitarbeiter. Neben dem Büro in Norwegen unterhielt es zwei Büros in Schweden. 2005 kamen Büros in China, Japan und den USA hinzu. Im folgenden Jahr wurden weitere Büros in Indien, Polen und Südkorea eröffnet. Ende 2008 hatte das Unternehmen 627 Mitarbeiter.
Schon im Jahr des Börsengangs trug der Bereich der Personal Computer nur zu einem Drittel zum Umsatz des Unternehmens bei, während der Rest des Umsatzes bei anderen internetfähigen Geräten wie Mobiltelefonen, Spielkonsolen und Set-Top-Boxen gemacht wurde.
Anfang Januar 2010 übernahm Lars Boilesen von Mitbegründer Jon S. von Tetzchner die Geschäftsführung bei Opera Software ASA. Von Tetzchner blieb zunächst als strategischer Mitarbeiter in Vollzeit bei Opera Software beschäftigt, schied aber 2011 aus und gründete 2013 ein eigenes Unternehmen, um den als Nachfolger der Opera-Versionen bis 12.18 positionierten Browser Vivaldi zu entwickeln. 2013 reduzierte von Tetzchner seinen Aktienanteil an Opera von 10 auf 5,18 %.

### Übernahme durch ein chinesisches Konsortium
2012 gab es Gerüchte, wonach Facebook Interesse an einer Übernahme von Opera Software habe, die sich jedoch nicht bewahrheiteten.
Nach einer Neubewertung der Geschäftsstrategie ab 7. August 2015 aufgrund einer enttäuschenden Geschäftsentwicklung stimmten Ende Mai 2016 die erforderlichen über 90 % der Aktionäre kurz vor Ablauf der verlängerten Angebotsfrist einem Verkauf an das chinesische Konsortium Golden Brick Silk Road Equity Investment Fund II LLP, bestehend aus u. a. dem chinesischen Investmentfonds Golden Brick Silk Road Fund Management LLP aus Shenzhen, dem auf Mobilspiele spezialisierten Unternehmen Beijing Kunlun Tech, der Cybersicherheitsfirma Qihoo 360 Software Co. Ltd. aus Peking sowie der Yonglian Investment Co. Ltd. aus Yinchuan, zu. Das Konsortium hatte im Februar 10,5 Mrd. Kronen (1,1 Mrd. Euro) geboten.
Bis zum 30. September 2016 erwarb es Firmenbereiche und rund 1000 der 1560 Opera-Mitarbeiter; übernommen wurden die Bereiche Browser, Performance- und Datenschutz-Apps, das Lizenzgeschäft und Operas 29,09 %-Anteil am chinesischen Joint Venture nHorizon. Eigenständig blieben der Bereich Mediaworks (Werbung), Opera TV, Apps und Spiele. Opera-CEO Lars Boilesen stand bis Ende 2016 beiden Unternehmensteilen vor, danach dem eigenständig bleibenden Bereich.